# Liga de Ascenso 2012/13
Die Saison 2012/13 ist die vierte Spielzeit seit Bestehen der Liga de Ascenso, der zweiten Fußballliga Mexikos. Gegenüber der Vorsaison gab es folgende Veränderungen: der Gesamtmeister und Erstligaaufsteiger León verließ die Liga aus sportlichen Gründen ebenso wie der bereits in der Winterpause der Vorsaison ausgeschlossene CF Indios aufgrund zu hoher Verbindlichkeiten. Neu hinzugekommen ist der Erstligaabsteiger der Vorsaison, Estudiantes Tecos. Es gab keinen Aufsteiger aus bzw. Absteiger in die drittklassige Segunda División.
Die mit 15 Mannschaften startende Spielzeit 2012/13 begann am Freitag, 20. Juli 2012, mit den Begegnungen zwischen Necaxa und den Lobos BUAP (3:1) sowie den Correcaminos UAT und Cruz Azul Hidalgo (3:0). Ferner kam in der dritten Begegnung Erstligaabsteiger Estudiantes auf eigenem Platz nicht über ein 0:0 gegen Irapuato hinaus.
Am Saisonende stieg der CF La Piedad in die erste Liga auf und hätte dort in der Saison 2013/14 spielen dürfen, veräußerte die Aufstiegsberechtigung allerdings an den Ligakonkurrenten CD Veracruz, der stattdessen den Aufstieg wahrnehmen wird.

## Tabellen der Apertura und Clausura
| Pl. | Verein                  | Sp. | S | U | N | Tore    | Diff. | Punkte |
| --- | ----------------------- | --- | - | - | - | ------- | ----- | ------ |
| 1.  | Necaxa                  | 14  | 9 | 4 | 1 | 030:180 | +12   | 31     |
| 2.  | Neza FC                 | 14  | 6 | 6 | 2 | 019:140 | +5    | 24     |
| 3.  | Estudiantes Tecos       | 14  | 6 | 5 | 3 | 016:120 | +4    | 23     |
| 4.  | Lobos BUAP              | 14  | 7 | 2 | 5 | 020:170 | +3    | 23     |
| 5.  | Mérida FC               | 14  | 6 | 5 | 3 | 014:120 | +2    | 23     |
| 6.  | Reboceros La Piedad     | 14  | 6 | 4 | 4 | 021:160 | +5    | 22     |
| 7.  | Dorados de Sinaloa      | 14  | 6 | 4 | 4 | 023:220 | +1    | 22     |
| 8.  | UAT Correcaminos        | 14  | 5 | 3 | 6 | 019:160 | +3    | 18     |
| 9.  | Cruz Azul Hidalgo       | 14  | 4 | 5 | 5 | 014:170 | −3    | 17     |
| 10. | Celaya FC               | 14  | 4 | 4 | 6 | 018:190 | −1    | 16     |
| 11. | CD Irapuato             | 14  | 3 | 7 | 4 | 016:190 | −3    | 16     |
| 12. | CD Veracruz             | 14  | 3 | 5 | 6 | 014:160 | −2    | 14     |
| 13. | Altamira FC             | 14  | 4 | 2 | 8 | 014:200 | −6    | 14     |
| 14. | Universidad Guadalajara | 14  | 3 | 3 | 8 | 014:230 | −9    | 12     |
| 15. | Pumas Morelos           | 14  | 1 | 5 | 8 | 008:190 | −11   | 08     |

| Pl. | Verein                  | Sp. | S | U | N | Tore    | Diff. | Punkte |
| --- | ----------------------- | --- | - | - | - | ------- | ----- | ------ |
| 1.  | Universidad Guadalajara | 14  | 9 | 3 | 2 | 015:700 | +8    | 30     |
| 2.  | UAT Correcaminos        | 14  | 8 | 2 | 4 | 017:100 | +7    | 26     |
| 3.  | Lobos BUAP              | 14  | 8 | 1 | 5 | 016:100 | +6    | 25     |
| 4.  | CD Veracruz             | 14  | 7 | 4 | 3 | 023:180 | +5    | 25     |
| 5.  | Necaxa                  | 14  | 5 | 6 | 3 | 023:150 | +8    | 21     |
| 6.  | Neza FC                 | 14  | 6 | 2 | 6 | 019:140 | +5    | 20     |
| 7.  | Celaya FC               | 14  | 4 | 8 | 2 | 017:160 | +1    | 20     |
| 8.  | Estudiantes Tecos       | 14  | 5 | 4 | 5 | 011:100 | +1    | 19     |
| 9.  | Dorados de Sinaloa      | 14  | 5 | 4 | 5 | 011:140 | −3    | 19     |
| 10. | Altamira FC             | 14  | 4 | 6 | 4 | 018:180 | ±0    | 18     |
| 11. | Pumas Morelos           | 14  | 4 | 5 | 5 | 013:150 | −2    | 17     |
| 12. | Mérida FC               | 14  | 2 | 7 | 5 | 013:180 | −5    | 13     |
| 13. | Reboceros La Piedad     | 14  | 3 | 3 | 8 | 013:170 | −4    | 12     |
| 14. | Cruz Azul Hidalgo       | 14  | 3 | 3 | 8 | 013:260 | −13   | 12     |
| 15. | CD Irapuato             | 14  | 1 | 4 | 9 | 007:210 | −14   | 07     |

## Liguillas der Apertura 2012

### Viertelfinale
Die Lobos BUAP holen einen 0:3-Rückstand auf!
|                     | Gesamt |                   | Hinspiel | Rückspiel |
| ------------------- | ------ | ----------------- | -------- | --------- |
| Reboceros La Piedad | 5:2    | Estudiantes Tecos | 2:1      | 3:1       |
| CF Mérida           | 3:4    | Lobos BUAP        | 3:0      | 0:4       |
| Dorados de Sinaloa  | 3:1    | Toros Neza        | 1:0      | 2:1       |

Superlíder Necaxa kampflos.

### Halbfinale
Die Dorados setzen sich aufgrund der Auswärtstorregel gegen Necaxa durch.
|                     | Gesamt |            | Hinspiel | Rückspiel |
| ------------------- | ------ | ---------- | -------- | --------- |
| Dorados de Sinaloa  | 3:3    | Necaxa     | 1:1      | 2:2       |
| Reboceros La Piedad | 3:2    | Lobos BUAP | 1:2      | 2:0       |

### Finale
|                    | Gesamt |                     | Hinspiel | Rückspiel |
| ------------------ | ------ | ------------------- | -------- | --------- |
| Dorados de Sinaloa | 2:3    | Reboceros La Piedad | 1:0      | 1:3 n. V. |

## Liguillas der Clausura 2013

### Viertelfinale
|           | Gesamt |                  | Hinspiel | Rückspiel |
| --------- | ------ | ---------------- | -------- | --------- |
| Neza FC   | 3:1    | Lobos BUAP       | 2:1      | 1:0       |
| Celaya FC | 1:4    | UAT Correcaminos | 1:1      | 0:3       |
| Necaxa    | 6:3    | CD Veracruz      | 3:2      | 3:1       |

Superlíder Universidad Guadalajara kampflos.

### Halbfinale
|         | Gesamt |                         | Hinspiel | Rückspiel |
| ------- | ------ | ----------------------- | -------- | --------- |
| Necaxa  | 6:4    | UAT Correcaminos        | 3:1      | 3:3       |
| Neza FC | 4:1    | Universidad Guadalajara | 2:1      | 2:0       |

### Finale
|         | Gesamt |        | Hinspiel | Rückspiel |
| ------- | ------ | ------ | -------- | --------- |
| Neza FC | 4:0    | Necaxa | 3:0      | 1:0       |

## Kreuztabelle
Die Kreuztabelle stellt die Ergebnisse aller Spiele dieser Saison dar. Der Name der Heimmannschaft ist in der linken Spalte, das Logo der Gastmannschaft in der oberen Zeile aufgelistet.
| 2012/13           | Altamira | CEL | COR | Cruz Azul Hidalgo | DOR | Estudiantes | IRA | La Piedad | LOB | Mérida | Necaxa | Neza | Pumas Morelos | Veracruz | UDG |
| ----------------- | -------- | --- | --- | ----------------- | --- | ----------- | --- | --------- | --- | ------ | ------ | ---- | ------------- | -------- | --- |
| Altamira FC       |          | 1:1 | 0:1 | 0:1               | 0:1 | 1:2         | 2:1 | 2:3       | 0:2 | 0:2    | 2:0    | 1:3  | 1:0           | 3:0      | 1:1 |
| Celaya FC         | 0:1      |     | 1:1 | 2:2               | 2:2 | 3:0         | 0:0 | 3:0       | 1:0 | 1:1    | 1:1    | 1:2  | 2:1           | 2:2      | 1:1 |
| Correcaminos      | 3:1      | 0:1 |     | 3:0               | 2:1 | 0:1         | 3:1 | 1:1       | 1:0 | 1:1    | 3:3    | 0:1  | 4:0           | 1:0      | 3:1 |
| Cruz Azul Hidalgo | 2:2      | 3:4 | 0:1 |                   | 1:2 | 0:0         | 3:0 | 1:3       | 1:3 | 0:0    | 1:2    | 1:5  | 1:1           | 0:0      | 0:1 |
| Dorados           | 2:3      | 4:3 | 1:0 | 1:0               |     | 2:1         | 1:1 | 1:0       | 2:2 | 3:0    | 1:1    | 1:0  | 0:1           | 2:1      | 0:0 |
| Estudiantes       | 2:0      | 1:2 | 0:0 | 1:0               | 2:1 |             | 0:0 | 2:1       | 1:0 | 2:0    | 1:2    | 0:0  | 2:0           | 0:1      | 2:1 |
| Irapuato          | 0:2      | 0:1 | 1:0 | 1:2               | 0:0 | 1:0         |     | 3:3       | 2:0 | 0:1    | 1:1    | 1:1  | 2:2           | 1:1      | 0:1 |
| La Piedad         | 0:0      | 3:1 | 1:2 | 0:1               | 5:0 | 1:1         | 0:1 |           | 1:0 | 1:1    | 1:4    | 1:0  | 0:0           | 2:0      | 1:2 |
| Lobos de la BUAP  | 2:0      | 3:0 | 1:0 | 1:0               | 3:0 | 1:3         | 1:0 | 2:1       |     | 2:0    | 1:0    | 1:3  | 2:0           | 2:1      | 2:1 |
| Mérida FC         | 1:1      | 3:1 | 3:1 | 1:2               | 1:1 | 1:1         | 1:1 | 0:1       | 0:0 |        | 1:0    | 1:0  | 1:1           | 1:0      | 0:1 |
| Necaxa            | 3:3      | 1:0 | 2:1 | 7:1               | 1:0 | 0:0         | 6:4 | 2:1       | 3:1 | 3:1    |        | 2:0  | 1:0           | 1:0      | 1:2 |
| Neza FC           | 1:1      | 1:1 | 0:1 | 0:0               | 3:2 | 1:0         | 1:0 | 0:2       | 1:0 | 1:1    | 3:3    |      | 1:0           | 5:1      | 4:2 |
| Pumas Morelos     | 2:0      | 0:0 | 0:3 | 1:2               | 1:1 | 1:1         | 3:0 | 0:0       | 2:0 | 0:0    | 1:1    | 3:1  |               | 1:3      | 0:1 |
| Tiburones Rojos   | 2:2      | 0:0 | 3:0 | 1:1               | 2:0 | 2:1         | 3:0 | 1:0       | 2:2 | 5:3    | 1:1    | 0:0  | 1:0           |          | 2:3 |
| U de G            | 0:2      | 1:0 | 1:0 | 0:1               | 0:2 | 0:0         | 1:1 | 2:1       | 1:2 | 0:1    | 1:1    | 1:0  | 3:0           | 0:2      |     |

## Das Aufstiegsfinale
Im Aufstiegsfinale stehen sich die Meister der Apertura (La Piedad) und der Clausura (Neza) gegenüber.

### Hinspiel
| CF La Piedad                                              | CF La Piedad | Neza FC | Neza FC |
| --------------------------------------------------------- | --- | --- | ------- |
| CF La Piedad                                              | \| 15. Mai 2013 in La Piedad, Mexiko (Estadio Juan N. López) \| \| Ergebnis: 0:1 (0:1) \| \| Schiedsrichter: Roberto Ríos Jacome \| | \| 15. Mai 2013 in La Piedad, Mexiko (Estadio Juan N. López) \| \| Ergebnis: 0:1 (0:1) \| \| Schiedsrichter: Roberto Ríos Jacome \| | Neza FC |
| CF La Piedad                                              | Mario Rodriguez – Braulio Godínez, Carlos Cardenas (67. Luis Antonio Martínez), Juan Carlos Gómez, Óscar Rojas – Jesús Sánchez, Fernando Santana, Emmanuel Gil – Emmanuel García Vaca, Rafael Murguia (60. Fernando González), Jesús Padilla (73. Wilson Moreno) Cheftrainer: Cristóbal Ortega | Miguel Fraga – David Stringel, Alberto Lucio, Emanuel Loeschbor, Eder Morales – José Rosas (46. Ernest Nungaray), Diego Mejía, Lucas Rimoldi (43. Ismael Pineda) – Ever Guzmán, Rodrigo Prieto (71. Alejandro Muñoz), Ángel Sepúlveda Cheftrainer: Roberto Hernández Ayala | Neza FC |
| CF La Piedad                                              | 0:1 Ever Guzmán (32.) | | Neza FC |
| CF La Piedad                                              | Óscar Rojas (86.) | José Rosas (24.), Miguel Fraga (61.), Eder Morales (86.), Alejandro Muñoz (87.) | Neza FC |
| 15. Mai 2013 in La Piedad, Mexiko (Estadio Juan N. López) | | |         |
| Ergebnis: 0:1 (0:1)                                       | | |         |
| Schiedsrichter: Roberto Ríos Jacome                       | | |         |

### Rückspiel
| Neza FC                                              | Neza FC | CF La Piedad | CF La Piedad |
| ---------------------------------------------------- | --- | --- | ------------ |
| Neza FC                                              | \| 18. Mai 2013 in Nezahualcóyotl, Mexiko (Estadio UTN) \| \| Ergebnis: 0:1 (0:1), 3:5 i. E. \| \| Schiedsrichter: Erick Miranda \| | \| 18. Mai 2013 in Nezahualcóyotl, Mexiko (Estadio UTN) \| \| Ergebnis: 0:1 (0:1), 3:5 i. E. \| \| Schiedsrichter: Erick Miranda \| | CF La Piedad |
| Neza FC                                              | Miguel Fraga – David Stringel, Alberto Lucio, Emanuel Loeschbor, Eder Morales – Diego Mejía, Lucas Rimoldi (60. José Rosas), Rodolfo Vilchis (35. Ernest Nungaray) – Ever Guzmán, Rodrigo Prieto (102. Eduardo Mendoza), Ángel Sepúlveda Cheftrainer: Roberto Hernández Ayala | Mario Rodriguez – Braulio Godínez, Carlos Cardenas (105. Hugo Cid Sánchez), Juan Carlos Gómez, Óscar Rojas – Luis Antonio Martínez, Jesús Sánchez, Fernando Santana – Emmanuel Gil, Emmanuel García Vaca, Fernando González (60. Jesús Padilla, 96. Rafael Murguía) Cheftrainer: Cristóbal Ortega | CF La Piedad |
| Neza FC                                              | 0:1 Luis Martínez (25.) | | CF La Piedad |
| Neza FC                                              | David Stringel (31.), Emanuel Loeschbor (60.), Ernest Nungaray (83.), Ángel Sepúlveda (105.) | Luis Martínez (40.) | CF La Piedad |
| 18. Mai 2013 in Nezahualcóyotl, Mexiko (Estadio UTN) | | |              |
| Ergebnis: 0:1 (0:1), 3:5 i. E.                       | | |              |
| Schiedsrichter: Erick Miranda                        | | |              |